# موتورسیکلت

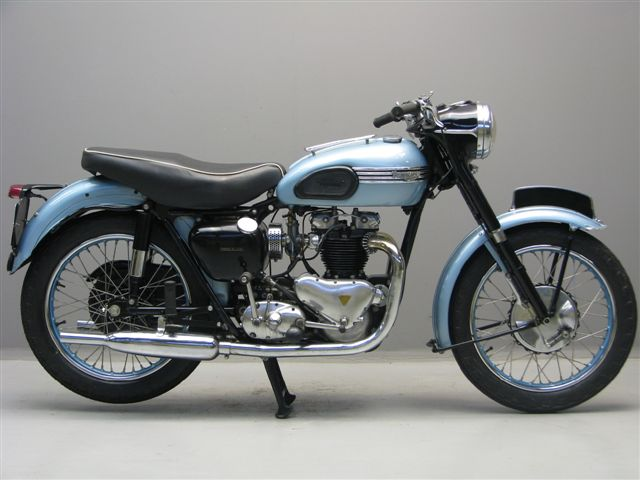
موتورسیکلتی ساخته‌شده در سال ۱۹۵۴

موتورسیکلت (به فرانسوی: Motocyclettes) (به انگلیسی: Motorcycle) وسیلهٔ نقلیه موتوری دو، سه یا چهار چرخ یا دارای چرخ‌های دوقلو است. نخستین موتورسیکلت در اشتوتگارت توسط مخترعان آلمانی گوتلیب دایملر و ویلهلم مایباخ در سالِ ۱۸۸۵ طراحی و ساخته شد. نخست بیشتر به دوچرخه‌ای موتوردار شباهت داشت و مخترعانش آن را (Reitwagen) ریت‌واگن به معنای (riding car) ماشین سواری نام‌گذاری کرده بودند.

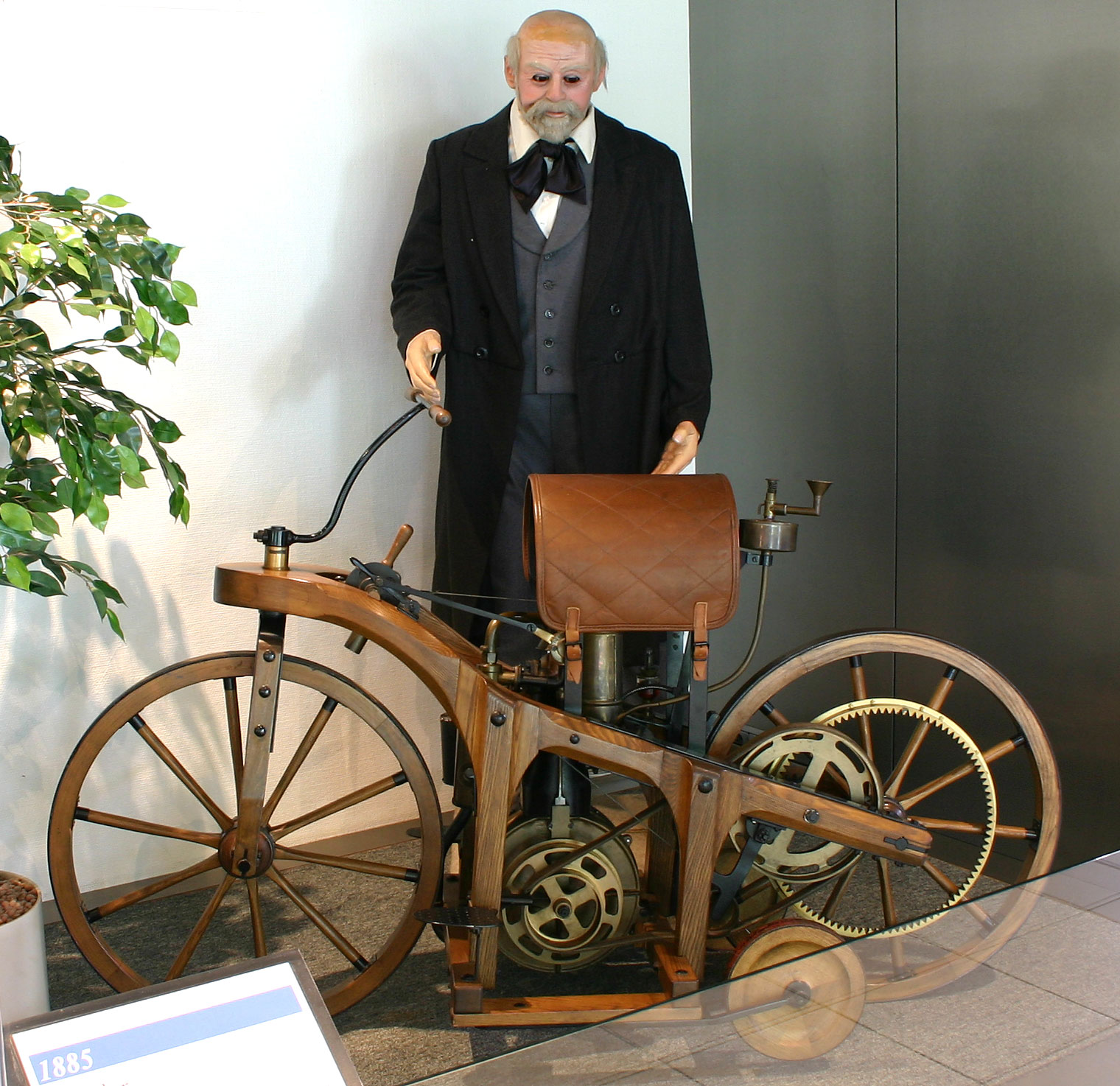
ماکت موتور ساخته شده توسط دایملر و مایباخ

## گروه‌های موتورسیکلت

### ایران
| گروه                                     | تعریف |
| ---------------------------------------- | --- |
| L1e (موتورگازی‌های دوچرخ)                 | حداکثر سرعت طراحی آن‌ها بیشتر از ۴۵ کیلومتر بر ساعت نباشد؛ که در نوع احتراق داخلی، حجم سیلندر بیشتر از ۵۰ سانتی‌متر مکعب نباشد؛ و در نوع الکتریکی، حداکثر توان اسمی پیوسته بیشتر از ۴ کیلووات نباشد. |
| L2e (وسایل نقلیه سه چرخ)                 | حداکثر سرعت طراحی آن‌ها بیشتر از ۴۵ کیلومتر بر ساعت نباشد؛ که در نوع احتراق داخلی، حجم سیلندر بیشتر از ۵۰ سانتی‌متر مکعب نباشد؛ و در نوع الکتریکی، حداکثر توان اسمی پیوسته بیشتر از ۴ کیلووات نباشد. |
| L3e (وسایل نقلیه دوچرخ بدون یدک‌کش کناری) | دارای قوای محرکه احتراق داخلی با حجم سیلندری بیشتر از ۵۰ سانتی‌متر مکعب هستند. یا حداکثر سرعت طراحی آن‌ها بیشتر از ۴۵ کیلومتر بر ساعت است.                                                           |
| L4e (وسایل نقلیه دوچرخ با یدک‌کش کناری)   | دارای قوای محرکه احتراق داخلی با حجم سیلندری بیشتر از ۵۰ سانتی‌متر مکعب هستند. یا حداکثر سرعت طراحی آن‌ها بیشتر از ۴۵ کیلومتر بر ساعت است.                                                           |
| L5e (وسایل نقلیه با سه چرخ متقارن)       | دارای قوای محرکه احتراق داخلی با حجم سیلندر بیشتر از ۵۰ سانتی‌متر مکعب هستند. یا حداکثر سرعت طراحی آن‌ها بیشتر از ۴۵ کیلومتر بر ساعت است.                                                            |
| L6e                                      | موتورسیکلت‌های چهار چرخ سبک که جرم بدون بار آن‌ها کمتر از ۳۵۰ کیلوگرم باشد. |
| L7e                                      | موتورسیکلت‌های چهار چرخ سنگین که جرم بدون بار آن‌ها کمتر از ۴۰۰ کیلوگرم باشد. |

## انواع موتورسیکلت

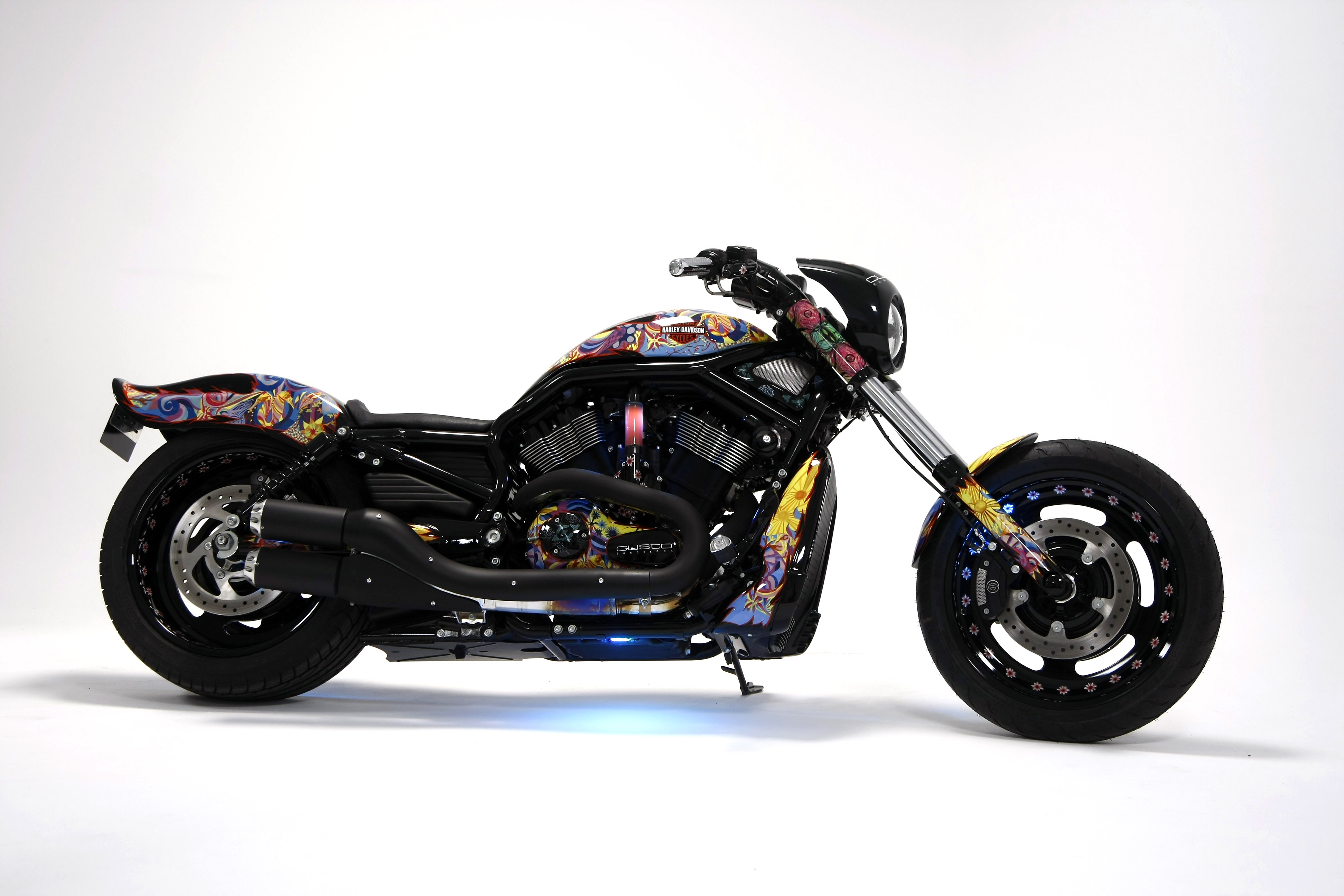
هارلی دیویدسون

طبقه‌بندی موتورسیکلت‌ها بر اساس نوع کاربرد آن‌ها بوده؛ همچنین موتورسیکلت‌ها در هر کاربرد براساس حجم موتور کلاس بندی می‌گردند.

### آفرودها
- اندرو
- کراس
- تریل (کراس شهری)
- بیابانی یا داکار

1. ریس (مسابقه‌ای)
2. استریت (خیابانی)

- نیکد (لخت خیابانی)

1. اسکوتر
2. مسافرتی، تراول (Touring) مانند گلدوینگ
3. موتورهای تفریحی(Cruiser) مانند هارلی دیویدسون
4. موتورهای چهارچرخ (ATV)

## امنیت موتورسیکلت

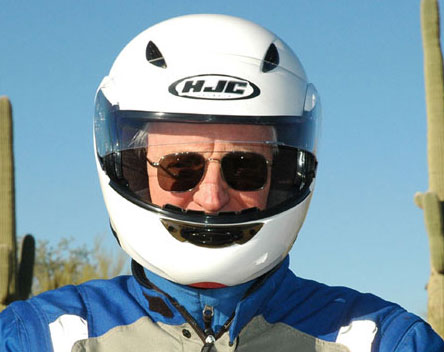
پوشیدن کلاه ایمنی از موتورسواران به‌طور قابل توجهی در برابر خطر مرگ یا ضربهٔ مغزی در تصادف‌ها محافظت می‌کند.

در ایالات متحده، موتورسیکلت‌ها نسبت به اتومبیل‌ها، کامیون‌ها و اتوبوس‌ها میزان تصادفات مرگبار بالاتری دارند. طبق داده‌های سال ۲۰۰۵ وزارت ترابری ایالات متحده آمریکا از سیستم گزارش تحلیل تلفات، به ازای هر ۱۰۰٬۰۰۰ وسیله، برای خودروهای سواری ۱۸٫۶۲ تصادف مرگبار رخ می‌دهد. برای موتورسیکلت‌ها اما این رقم با ۷۵٫۱۹ تصادف مرگبار در هر ۱۰۰٬۰۰۰ وسیله، حدوداً چهار برابر بیشتر از خودروهاست. داده‌های مشابه نشان می‌دهد که ۱٫۵۶ مرگ و میر برای هر ۱۰۰ میلیون مایل طی شده برای خودروهای سواری رخ می‌دهد، اما این رقم برای موتورسیکلت‌ها ۴۳٫۴۷ مرگ و میر برای مسافت مشابه است، یعنی ۲۸ برابر بیشتر از خودروها. علاوه بر این، میزان تصادفات موتورسیکلت از اواخر دههٔ ۱۹۹۰ افزایشی بوده در حالی که این نرخ برای خودروهای سواری کاهش یافته‌است.
رایج‌ترین شکل تصادفات موتورسیکلت در ایالات متحده زمانی است که یک موتورسوار در مقابل یک موتورسیکلت دیگر می‌پیچد و حق تقدم آن را نقض می‌کند. موتورسواران می‌توانند با آموزش مناسب، قابل تشخیص کردن خود برای دیگر رانندگان (مثل پوشیدن لباس‌های رنگ روشن در شب و روش‌های دیگر)، رعایت محدودیت سرعت و مصرف نکردن الکل یا مواد مخدر قبل از رانندگی از برخی تصادفات اجتناب کنند.

## اجزای موتور سیکلت

انیمیشن نحوهٔ کار سیلندر

موتور سیکلت دارای اجزای اصلی زیر می‌باشد:
- موتور
- سیلندر
- سر سیلندر
- اگزوز
- صفحه کلاچ
- زین راننده
- زین سرنشین (Pillion)
- باک بنزین
- رادیاتور اب یا روغن
- شاسی
- چرخ‌ها و تایرها
- سیستم تعلیق
- سیستم ترمز
- سیستم روشنایی و سیگنال
- باتری و سیستم الکتریکی
- سیستم انتقال قدرت
- فرمان و دسته‌های کنترل
- آینه‌های جانبی

## برندهای مشهور موتورسیکلت
از برندهای موتورسیکلت می‌توان به نمونه‌های زیر اشاره کرد:
- هوندا
- یاماها
- سوزوکی
- کاوازاکی
- هارلی دیویدسون
- باجاج اتو
- کی تی ام
- اِس وای اِم SYM
- تی وی اس TVS
- کویر (برند ایرانی)
- رهرو (برند ایرانی)
- کی وِی Keeway
- زونتس Zontes
- هاسکورنا
- دوکاتی
- بی ام و
- چوپا
- بنلی
- مگلی
- ایژ
- اورال
- وسپا
- سی اف CF
- گلکسی

## مسابقات جهانی

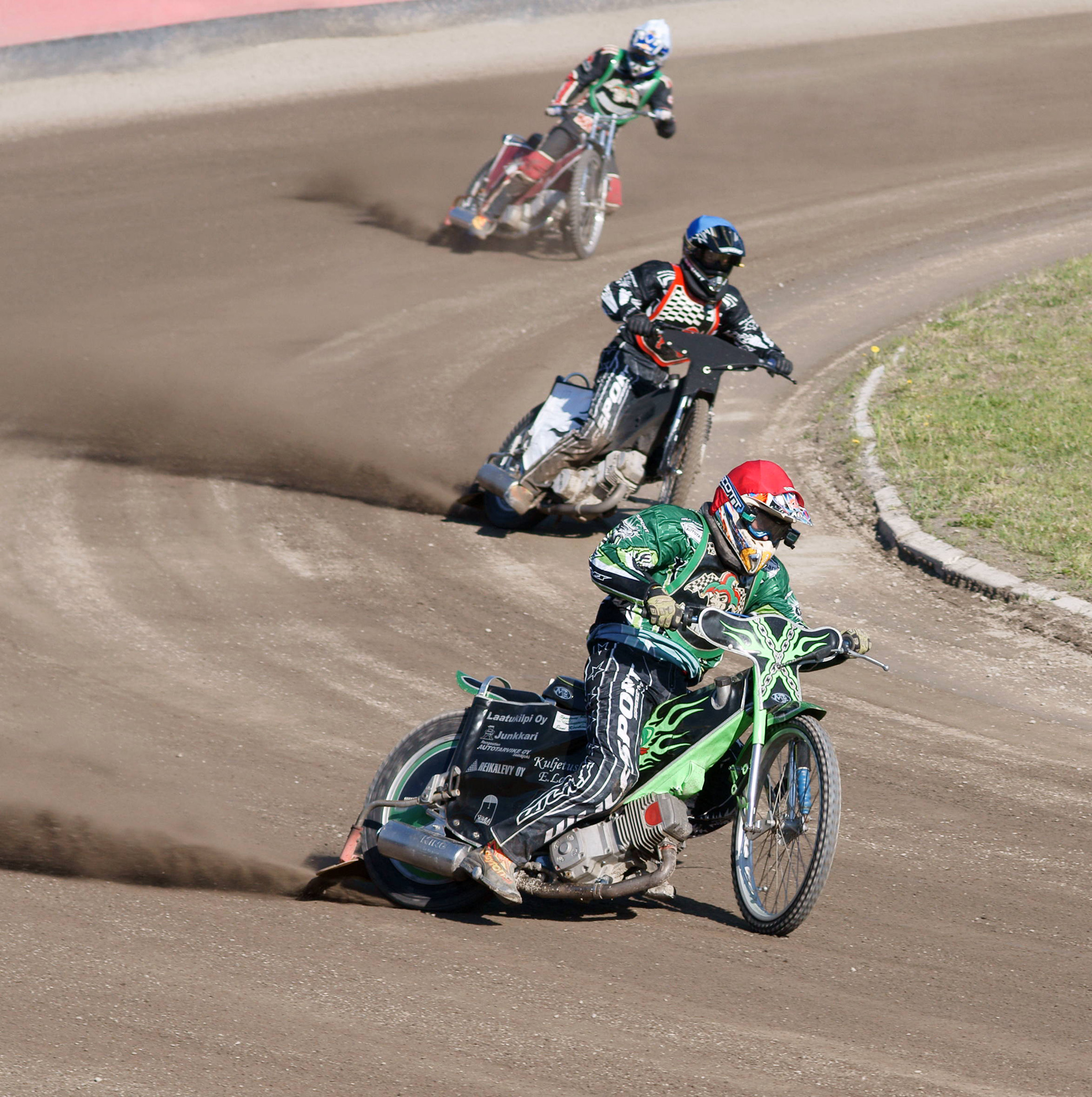
نمایی از مسابقات موتورسواری

مسابقات جهانی رسمی موتور سیکلت در حجم‌های ۱۲۵ -۲۵۰ -۵۰۰ سی سی انجام می‌گیرد که به کلاس ۱۰۰۰ سی سی آن موتو جی پی می‌گویند. برخی از این موتورها مانند هوندا ان اس ار ۲۵۰ دو زمانه به ایران وارد شده‌اند ولی مسابقات حرفه‌ای این موتورها در ایران وجود ندارد.

## معروفترین موتورسواران جهان
معروف‌ترین موتورسواران جهان به تغییرات زمانی و دیدگاه‌های مختلف بستگی دارد و لیست ممکن است با گذشت زمان تغییر کند. در زیر چند نمونه از معروف‌ترین موتورسواران جهان آمده‌است:
- Valentino Rossi: ایتالیایی و یکی از موفق‌ترین و محبوب‌ترین موتورسواران MotoGP در تاریخ.
- Marc Márquez: موتورسوار اسپانیایی که به عنوان یکی از برترین موتورسواران MotoGP در دوران خود شناخته می‌شود.
- Giacomo Agostini: موتورسوار ایتالیایی که به عنوان یکی از موفق‌ترین مسابقه‌ای موتورسواران تاریخ با برنده شدن در مسابقات جهانی شناخته می‌شود.
- Evel Knievel: معروف به عنوان «پدر اسکریجامپینگ»، او به انجام پرش‌های خطرناک با موتورسیکلت از رمپ‌های مختلف شهرت دارد.
- Jay Leno: به علاوه کارآفرینی در عرصه سرگرمی، جی لِنو علاقه شدیدی به موتورسواری دارد و مجموعهٔ بزرگی از موتورهای کلاسیک و ارزشمند دارد.

## موتورسیکلت در کشورها

### ایران

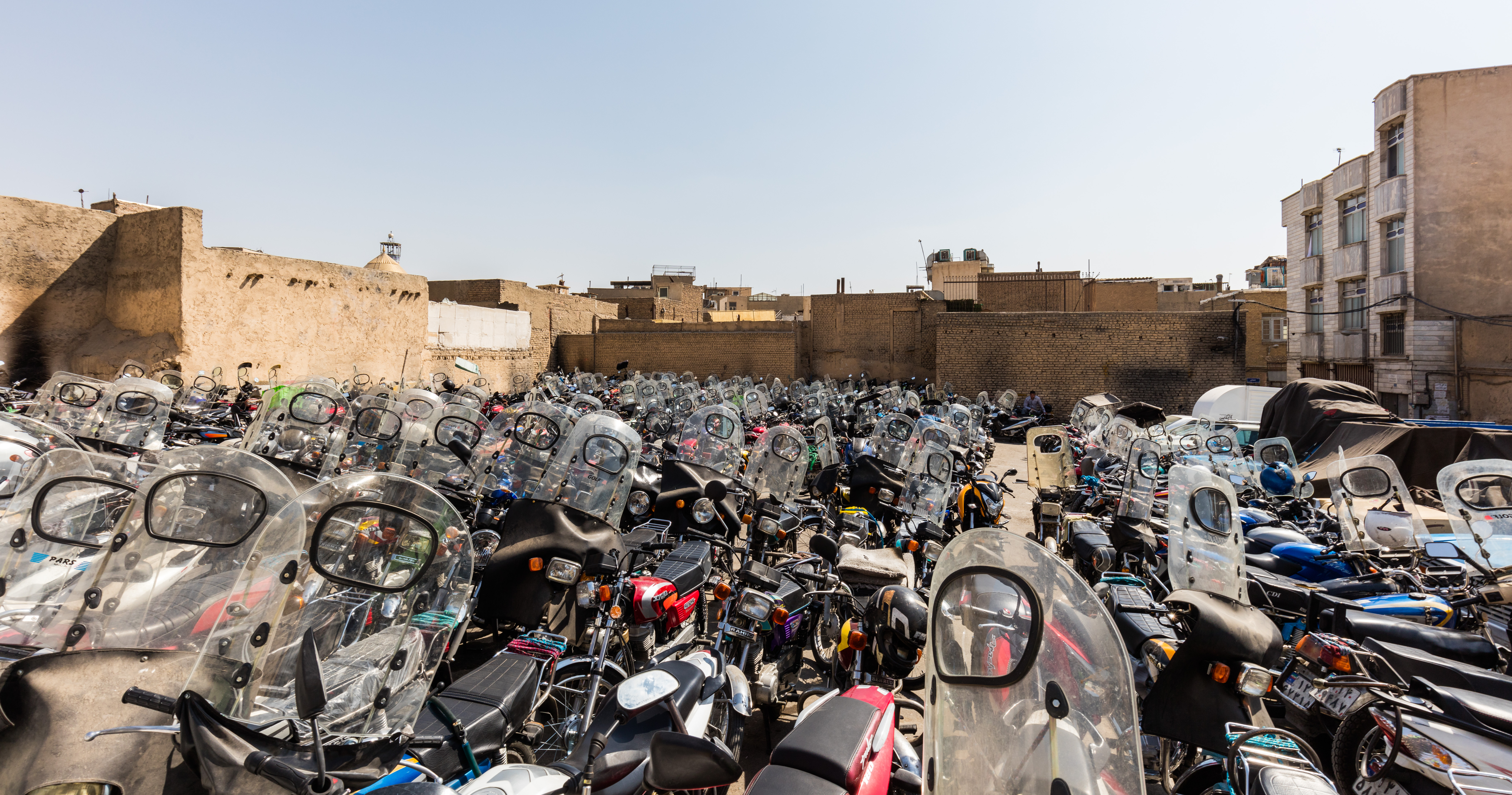
نمایی از یک پارکینگ موتورسیکلت‌های ایرانی در تهران

موتور طرح هوندا ۱۲۵ سی‌سی بیشترین برند مورد استفاده در ایران است. به غیر از هوندا سی دی آی ۱۲۵ امروزه موتورسیکلت‌های جدیدی در ایران مورد استفاده قرار می‌گیرد.
موتورهای طرح هوندا ۱۲۵ در ایران با نام‌های کارخانجاتی مانند: نیرو موتور، ساوین مونتاژ کننده ایرانی روانه بازار می‌شوند. همچنین شرکت‌هایی مشغول واردات و عرضه موتورهای خارجی به بازار ایران هستند.
موتور گازی نوعی خاصی از موتور است که جعبه‌دنده ندارد به رنگ آبی در ایران مورد استفاده قرار می‌گرفت. موتورسیکلت‌های سبک مانند تولیدات شرکت نیرو محرکه و موتورهای وسپا نیز در ایران استفاده‌کنندگان ویژه خود را دارند.
از میانه‌های دهه ۶۰ خورشیدی به‌دلیل ترورهای انجام شده از سوی گروه‌های مخالف و کشته شدن شماری از افراد سرشناس با استفاده از موتورسیکلت‌های پرحجم که در ایران موتور سنگین نامیده می‌شوند، کمیته منحل شده انقلاب اسلامی طی صدور بیانیه‌ای رفت و آمد با موتورسیکلت‌های بالای ۲۵۰ سی‌سی در درون شهرها را تا اطلاع ثانوی ممنوع اعلام کرد و پلیس راهور در حال حاضر از شماره‌گذاری و ارائه اسناد مالکیت موتورسیکلت‌های بیش از ۲۵۰ سی‌سی خودداری می‌نماید.
در ایران تعداد زیادی موتورسیکلت سنگین مثل: کاوازاکی، سوزوکی، هوندا، یاماها و… وجود دارد که به صورت قاچاق در جاده‌ها و خیابان‌ها و هر از گاهی به گونه قانونی در معدود پیست‌های موتور سواری شماری از شهرهای ایران مورد استفاده موتورسواران قرار می‌گیرد.
یکی از معروف‌ترین موتورسیکلت‌های وارد شده به ایران موتور سوزوکی جی‌اس ۱۰۰۰ مدل ۱۹۷۹ می‌باشد که موتورسیکلتی دارای چهار سیلندر و ۹۰ اسب بخار قدرت و ۲۲۰ کیلومتر در ساعت سرعت حداکثر است. این موتور سیکلت در سال ۱۳۵۶ توسط فردی بنام گلابچی برای اولین بار به ایران وارد شد و بخاطر شتاب بالا ظاهری زیبا و پرابهت و صدایی بسیار زیبا به یک موتور افسانه‌ای تبدیل شد.
از دیگر موتورهایی که در ایران پر طرفدار هستند می‌توان به سوزوکی ار اف ۴۰۰ ۱۹۹۴ و هوندا سی بی ۴۰۰ نام برد که تقریباً ۵۰ اسب بخار قدرت و ۱۸۰ کیلومتر سرعت دارند و برای شروع موتور سواری حرفه‌ای مناسب می‌باشند.

## بیمه موتور سیکلت
موتورسیکلت مانند تمام وسایل نقیله موتوری باید دارای «بیمه خودرو» باشد.

## نگهداری
موتورسیکلت‌ها، همانند سایر وسایل نقلیه موتوری، به مراقبت و نگهداری دوره‌ای و مستمر نیاز دارند تا از کارایی بالا و طول عمر طولانی‌تر آن‌ها اطمینان حاصل شود. رعایت نکاتی نظیر تعویض به‌موقع روغن موتور، بازبینی و تنظیم زنجیر چرخ، بررسی و تنظیم فشار باد لاستیک‌ها، و سایر اقدامات نگهداری مانند تنظیم ترمزها و بررسی سیستم روشنایی و سیگنال‌ها از اصول اولیه نگهداری موتورسیکلت به‌شمار می‌روند. این فعالیت‌های نگهداری نه تنها به افزایش امنیت رانندگی کمک می‌کنند بلکه در پیشگیری از خرابی‌های احتمالی و کاهش هزینه‌های تعمیر و نگهداری در بلندمدت نیز مؤثر هستند.

## اکسسوری
اکسسوری‌های موتورسیکلت، اجزای مهمی هستند که می‌توانند تجربه سواری شما را بهبود ببخشند. این اکسسوری‌ها شامل قطعاتی مانند کلاه، عینک، دستکش‌ها، کاورهای موتورسیکلت، آینه‌ها، کیف و جعبه‌های حمل‌ونقل، وسایل ایمنی، تزئینات و بسیاری موارد دیگر می‌شوند. انتخاب اکسسوری‌های مناسب برای موتورسیکلت شما به سلیقه و نیازهای شخصی شما بستگی دارد و می‌تواند به ظاهر و کارایی موتورسیکلتتان افزوده کند. همچنین، مراقبت و نگهداری منظم از اکسسوری‌های موتورسیکلت نیز مهم است تا مدت طولانی‌تری از آنها بهره‌مند شوید.